# Chorebus buhri
Chorebus buhri är en stekelart som beskrevs av Griffiths 1967. Chorebus buhri ingår i släktet Chorebus och familjen bracksteklar. Inga underarter finns listade i Catalogue of Life.